# Harzgerode
Harzgerode est une ville allemande située en Saxe-Anhalt, dans l'arrondissement de Harz. Située au milieu des montagnes du Harz, c'est une station intégrée reconnue d'Etat depuis 1998.

## Géographie

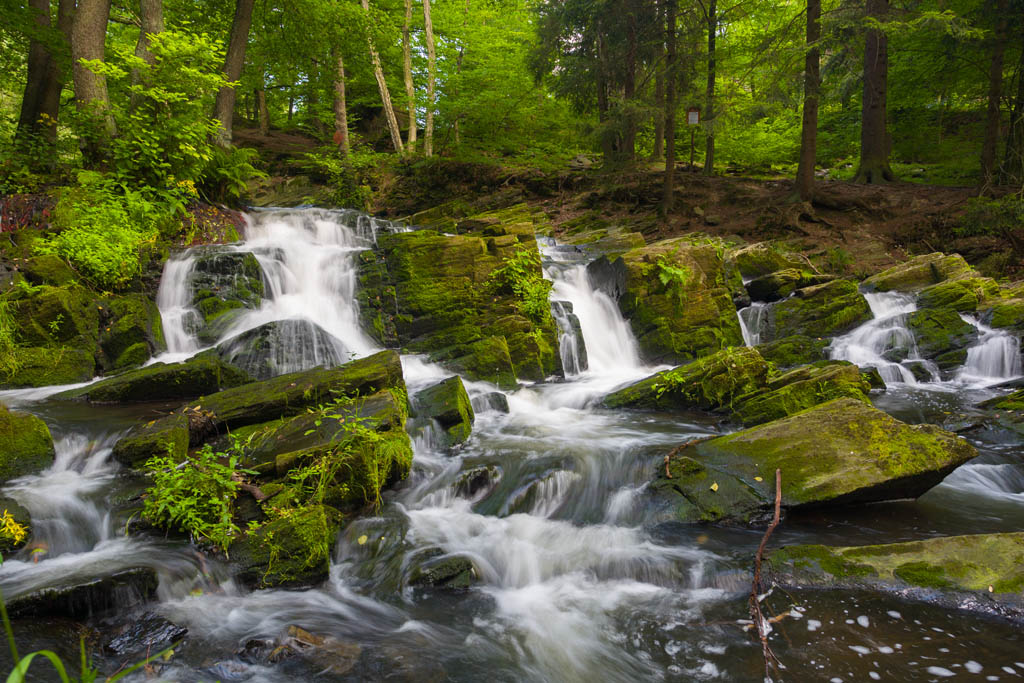
Cascade de la Selke, près d'Alexisbad

Le territoire communal s'étend sur la partie orientale du Harz (le Bas-Harz), dans la vallée de la Selke, un affluent droit de la Bode. Le 1er août 2009, les villes de Hargerode et Güntersberge s'associèrent au villages de Dankerode, Königerode, Schielo, Siptenfelde und Straßberg pour former la nouvelle commune de Harzgerode. Le village de Neudorf est rattaché en 2010.
La gare de Harzgerode est située sur les lignes des Harzer Schmalspurbahnen (HSB).

### Subdivisions
| - Alexisbad - Dankerode - Stadt Güntersberge - Harzgerode - Königerode - Mägdesprung | - Neudorf - Schielo - Silberhütte - Siptenfelde - Straßberg |

## Histoire
| Appartenances historiques Principauté d'Anhalt 1212-1252 Principauté d'Anhalt-Aschersleben 1252-1315 Principauté d'Anhalt-Bernbourg 1315-1468 Principauté d'Anhalt-Dessau 1468-1561 Principauté d'Anhalt-Zerbst 1561-1570 Principauté d'Anhalt 1570-1603 Principauté d'Anhalt-Bernbourg 1603-1635 Principauté d'Anhalt-Harzgerode 1635-1709 Principauté d'Anhalt-Bernbourg 1709-1803 Duché d'Anhalt-Bernbourg 1803-1863 Duché d'Anhalt 1863–1918 République de Weimar 1918–1933 Reich allemand 1933–1945 Allemagne occupée 1945–1949 République démocratique allemande 1949–1990 Allemagne 1990–présent |

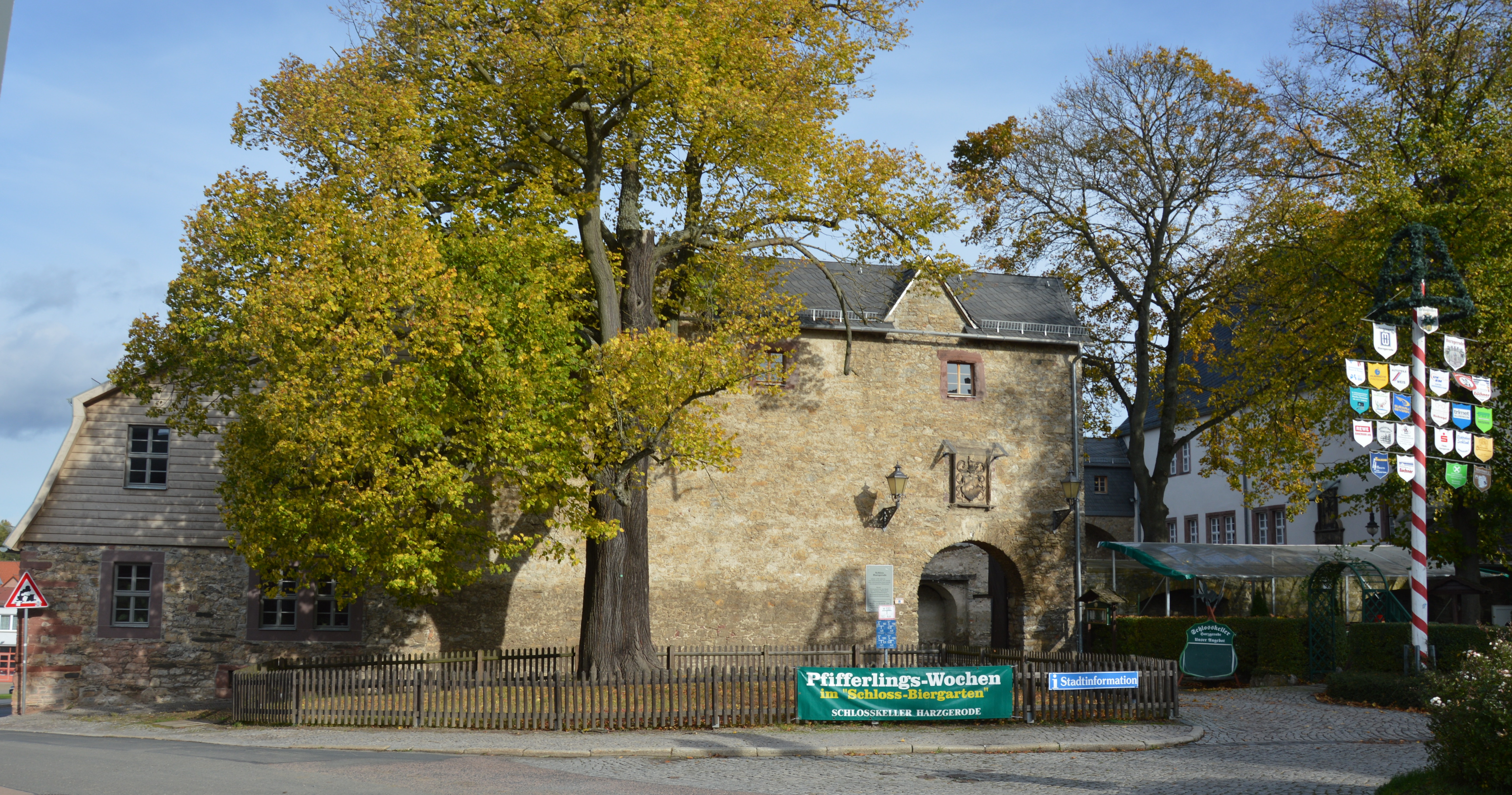
Le château de Harzgerode.

L'établissement de Hasacanroth en Saxe a été mentionné pour la première fois dans un document du roi Otton III du Saint-Empire en 993. En ce temps-là, la colonisation, un domaine en possession de l'abbaye de Nienburg, obtint le droit de tenir marché. Au début du XIVe siècle, les princes d'Anhalt s'emparèrent du pouvoir sur la vallée; Bernard III d'Anhalt-Bernbourg est en résidence à Harzgerode et lui a concédé le privilège urbain vers l'an 1338. La ville était un siège administratif de la principauté d'Anhalt-Bernbourg; au XVIe siècle, la région devint protestante.
A l'aube des temps modernes, la ville de montagne a été un centre de l'industrie minière dans l'État d'Anhalt. Dévastée par la guerre de Trente Ans, elle est devenue une ville résidentielle des princes d'Anhalt-Harzgerode de 1635 à 1709.
La station thermale d'Alexisbad a été fondée par le prince Alexis-Frédéric-Christian d'Anhalt-Bernbourg vers l'an 1809, projetée par l'architecte Karl Friedrich Schinkel.

## Personnalités
- Jean-Georges Ier (1567-1618), prince d'Anhalt-Dessau;
- Heinrich Heine (1797-1856), écrivain, a eu recours à son sejour à Harzgerode dans Die Harzreise (1824);
- Veronika Schmidt (née 1952), fondeuse.

## Jumelages
- Leval (Nord) (France) depuis 1999
- Bockenem (Allemagne)